# Racing Point
Racing Point F1 Team, pogovorno znano zgolj kot Racing Point, je nekdanje britansko dirkaško moštvo v svetovnem prvenstvu Formule 1, ki je nastopalo od trinajste dirke sezone 2018 do konca sezone 2020.
Moštvo je bilo ustanovljeno avgusta 2018, ko je šlo moštvo Force India v prisilno poravnavo in ga je kupil konzorcij investitorjev Racing Point UK. Sedež moštva je bil v Silverstonu v Veliki Britaniji. Prvotno je dirkalo pod imenom Racing Point Force India F1 Team, nato pa je bilo pred začetkom sezone 2019 iz imena odstranjeno »Force India«.
Moštvo je nastopilo na 47 dirkah in svoj največji uspeh doseglo na predzadnji dirki sezone 2020 za Veliko nagrado Sahirja z zmago Sergia Péreza in tretjim mestom Lancea Strolla, predtem pa sta oba dirkača dosegla po eno uvrstitev na stopničke.
Pred začetkom sezone 2021 je bilo moštvo preimenovano v Aston Martin F1 Team.

## Zgodovina
Moštvo Racing Point je nastalo na podlagi propadlega moštva Force India, ki je bilo ustanovljeno po koncu sezone 2007, ko je indijski poslovnež Vijay Mallya kupil moštvo Spyker. Sedež teh treh moštev v Silverstonu v Veliki Britaniji je sicer obstajal od sezone 1991, ko je v svetovnem prvenstvu Formule 1 prvič dirkalo moštvo Jordan, ki je svoj največji uspeh doseglo v sezoni 1999 z dvema zmagama in osvojitvijo tretjega mesta v skupnem seštevku dirkaškega prvenstva, predtem pa je doseglo dvojno zmago na deževni dirki za Veliko nagrado Belgije 1998. Moštvo Jordan od sezone 2000 ni imelo večjih uspehov. Med sezonama 2003 in 2005 se je v skupnem seštevku konstruktorskega prvenstva vedno uvrščalo na deveto mesto med desetimi moštvi, pred Minardijem, kljub temu pa doseglo eno zmago z Giancarlom Fisichello na prekinjeni dirki za Veliko nagrado Brazilije 2003. Moštvo Jordan je leta 2005, skupaj s sedežem v Silverstonu, od ustanovitelja Eddieja Jordana kupilo investicijsko podjetje Midland Group, ki ga je pred sezono 2006 preimenovalo v Midland. Že pred naslednjo sezono 2007 je bilo moštvo zopet prodano, skupaj s sedežem v Silverstonu, kupec pa je bil nizozemski proizvajalec športnih avtomobilov Spyker Cars. Moštvi Midland in Spyker v dveh sezonah dirkanja nista bili uspešni, saj sta edino točko osvojili šele na Veliki nagradi Japonske 2007.
Moštvo Force India je dirkalo v svetovnem prvenstvu Formule 1 deset let in pol. V tem času je doseglo nekaj uspehov. Prvi uspeh je bila Velika nagrada Belgije 2009, kjer je Giancarlo Fisichella osvojil najboljši štartni položaj in drugo mesto na dirki. Čeprav moštvo Force India nikoli ni doseglo zmage, se je šestkrat uvrščalo na stopničke ter v sezonah 2016 in 2017 zasedlo četrto mesto v skupnem seštevku konstruktorskega prvenstva. Sredi sezone 2018 je šlo v prisilno poravnavo zaradi finančnih in pravnih težav lastnika Vijaya Mallye. Vse imetje moštva je kupil britanski konzorcij investitorjev Racing Point UK pod vodstvom kanadskega poslovneža Lawrencea Strolla, ki je postal lastnik novega moštva Racing Point Force India F1 Team, ki mu je FIA dovolila dirkati na preostalih devetih dirkah tega leta, vendar v seštevku konstruktorskega prvenstva ni imelo pravice do prenosa 59 točk, ki jih je do tega trenutka na dvanajstih dirkah osvojilo prvotno moštvo. Dirkača sta bila Sergio Pérez in Esteban Ocon.
Moštvo Racing Point Force India je debitiralo na trinajsti dirki sezone 2018 za Veliko nagrado Belgije, kjer je Pérez dosegel peto mesto pred Oconom. V nastopih na devetih dirkah je osvojilo 52 točk, kar je zadoščalo za sedmo mesto v skupnem seštevku konstruktorskega prvenstva, s prednostjo štirih točk pred Sauberjem in zaostankom sedmih točk za McLarnom.
Novembra 2018 je bilo sporočeno, da bo Ocona kot moštveni kolega Péreza v sezoni 2019 nadomestil Lance Stroll, sin Lawrencea Strolla. Iz imena moštva so pred začetkom nove sezone odstranili »Force India«, uradno pa je bilo znano kot SportPesa Racing Point F1 Team, potem ko je glavni sponzor postala stavnica SportPesa. Dirkalnik RP19 je bil predstavljen v Torontu.
Moštvo Racing Point je na prvih štirih dirkah sezone 2019 redno osvajalo točke. Na četrti dirki za Veliko nagrado Azerbajdžana sta se oba dirkača uvrstila med dobitnike točk, saj je Pérez dosegel peto, Stroll pa deveto mesto. Sredi sezone so se rezultati poslabšali ter je bilo deveto mesto Strolla na Veliki nagradi Kanade edina uvrstitev moštva Racing Point med dobitnike točk na šestih dirkah. Zopet je postalo konkurenčno na enajsti dirki za Veliko nagrado Nemčije, kjer je Stroll nekaj časa vodil in na koncu zasedel četrto mesto.
Pred trinajsto dirko sezone 2019 za Veliko nagrado Belgije so pri moštvu Racing Point posodobili dirkalnik RP19, s čimer so se izboljšali tudi rezultati. Pérez je dosegel šesto mesto, nakar se je do konca sezone redno uvrščal med dobitnike točk, razen na Veliki nagradi Singapurja, kjer je odstopil zaradi puščanja olja. Stroll je po desetem mestu v Belgiji dosegel še eno uvrstitev med dobitnike točk, ko je Veliko nagrado Japonske končal kot deveti. Moštvo Racing Point je s 73 točkami zasedlo sedmo mesto v skupnem seštevku konstruktorskega prvenstva in znova preseglo Sauber, ki je v tej sezoni prvič dirkal kot Alfa Romeo, tokrat s prednostjo 16 točk, medtem ko je za Torom Rossom imelo zaostanek dvanajstih točk.
V sezoni 2020 sta pri moštvu Racing Point zopet dirkala Pérez in Stroll, medtem ko je testni in nadomestni dirkač postal dotedanji stalni dirkač moštva Renault Nico Hülkenberg. Tega leta je bilo uradno ime moštva BWT Racing Point F1 Team, potem ko je glavni sponzor postalo avstrijsko podjetje za vodno tehnologijo BWT, ki je bilo sicer že od sezone 2017 eden izmed sponzorjev moštev Force India in Racing Point.
Dirkalnik RP20 iz sezone 2020 je bil deležen kritik zaradi podobnosti z zmagovalnim Mercedesovim dirkalnikom W10 iz predhodne sezone 2019. Po drugi dirki sezone 2020 za Veliko nagrado Štajerske je bila proti moštvu Racing Point uradno vložena pritožba moštva Renault zaradi zavornega voda, ki je na seznamu komponent, ki jih mora vsako moštvo samo zasnovati. Preiskovalci so nato zasegli vzorca zavornega voda tako z dirkalnika RP20 kot z dirkalnika W10. Kopiranje Mercedesove komponente je bilo potrjeno med dvema dirkama, ki sta tega leta potekali na dirkališču Silverstone ter je bilo moštvo Racing Point kaznovano z izgubo 15 točk v seštevku konstruktorskega prvenstva in denarno kaznijo 400.000 evrov.
V začetku sezone 2020 se je sicer redno uvrščalo med dobitnike točk. Pérez je zaradi okužbe z novim koronavirusom izpustil obe dirki na dirkališču Silverstone, kjer ga je nadomestil Hülkenberg, ki je v svojem drugem nastopu osvojil šest točk za uvrstitev na sedmo mesto. Stroll je na prvih sedmih dirkah sezone šestkrat osvojil točke, dvakrat z uvrstitvijo na četrto mesto, nato pa na osmi dirki za Veliko nagrado Italije zasedel tretje mesto, kar so bile prve stopničke moštva Racing Point. Kanadčan je med enajstim dirkaškim koncem tedna za Veliko nagrado Eifla oddal pozitiven izvid na okužbo z novim koronavirusom, nakar ga je v kvalifikacijah in na dirki nadomestil Hülkenberg, ki je dosegel osmo mesto in še štiri točke v svojem tretjem nastopu tega leta.
Stroll je v kvalifikacijah pred štirinajsto dirko sezone 2020 za Veliko nagrado Turčije moštvu Racing Point privozil prvi in edini najboljši štartni položaj, medtem ko je Pérez štartal s tretjega položaja. Kanadčan je v začetku dirke obdržal vodstvo, pozneje pa padel na deveto mesto, medtem ko je Mehičan na koncu zasedel drugo mesto in osvojil druge stopničke moštva Racing Point. Tudi na naslednji dirki za Veliko nagrado Bahrajna je bil Pérez na poti do stopničk, saj je dirkal na tretjem mestu, ko je kratko pred koncem odstopil zaradi odpovedanega motorja. Stroll je na tej dirki odstopil zaradi trčenja z Daniilom Kvjatom iz Tora Rossa, kar je pomenilo, da sta edinikrat v sezoni 2020 odstopila oba dirkača moštva Racing Point.
Na predzadnji dirki sezone 2020 za Veliko nagrado Sahirja je Pérez dosegel prvo in edino zmago moštva Racing Point, medtem ko se je Stroll uvrstil na tretje mesto. Ta zmaga je pomenila tudi prvo zmago vseh prejšnjih moštev Formule 1, ki so od leta 1991 imela sedež v Silverstonu, po zmagi Giancarla Fisichelle z Jordanom na Veliki nagradi Brazilije 2003. Moštvo Racing Point je v sezoni 2020 osvojilo 210 točk, vendar je po izgubi 15 točk zaradi kazni padlo s tretjega na četrto mesto v skupnem seštevku konstruktorskega prvenstva, z zaostankom sedmih točk za McLarnom.
Lawrence Stroll je v začetku leta 2020 kupil 16,7-odstoten lastniški delež v britanskem proizvajalcu športnih avtomobilov Aston Martin, ki je bil v sezoni 2020 sponzor moštva Red Bull Racing, nakar je bilo moštvo Racing Point F1 Team pred sezono 2021 preimenovano v Aston Martin F1 Team. Ob tem je roza barvo dirkalnikov, ki sta jo moštvi Force India in Racing Point zaradi sponzorstva podjetja BWT uporabljali od sezone 2017, nadomestila tradicionalna zelena barva dirkalnikov britanskih dirkaških moštev, ki jo je uporabljalo tudi moštvo Jaguar Racing med sezonama 2000 in 2004, preden je v sezoni 2005 spremenilo lastnika in postalo Red Bull Racing.

## Popoln pregled rezultatov
(legenda) (odebeljene dirke pomenijo najboljši štartni položaj, poševne najhitrejši krog, ‡ - uvrščen, kljub odstopu)
| Leto | Šasija | Motor                           | Gume | Dirkači         | 1   | 2   | 3   | 4   | 5   | 6   | 7   | 8   | 9   | 10  | 11  | 12  | 13  | 14  | 15  | 16  | 17  | 18  | 19  | 20  | 21  | Toč | Prv |
| ---- | ------ | ------------------------------- | ---- | --------------- | --- | --- | --- | --- | --- | --- | --- | --- | --- | --- | --- | --- | --- | --- | --- | --- | --- | --- | --- | --- | --- | --- | --- |
| 2018 | VJM11  | Mercedes M09 EQ Power+ 1.6 V6 t | P    |                 | AVS | BAH | KIT | AZE | ŠPA | MON | KAN | FRA | AVT | VB  | NEM | MAD | BEL | ITA | SIN | RUS | JAP | ZDA | MEH | BRA | ABU | 52  | 7.  |
| 2018 | VJM11  | Mercedes M09 EQ Power+ 1.6 V6 t | P    | Sergio Pérez    |     |     |     |     |     |     |     |     |     |     |     |     | 5   | 7   | 16  | 10  | 7   | 8   | Ret | 10  | 8   | 52  | 7.  |
| 2018 | VJM11  | Mercedes M09 EQ Power+ 1.6 V6 t | P    | Esteban Ocon    |     |     |     |     |     |     |     |     |     |     |     |     | 6   | 6   | Ret | 9   | 9   | DSQ | 11  | 14  | Ret | 52  | 7.  |
| 2019 | RP19   | BWT Mercedes 1.6 V6 t           | P    |                 | AVS | BAH | KIT | AZE | ŠPA | MON | KAN | FRA | AVT | VB  | NEM | MAD | BEL | ITA | SIN | RUS | JAP | MEH | ZDA | BRA | ABU | 73  | 7.  |
| 2019 | RP19   | BWT Mercedes 1.6 V6 t           | P    | Sergio Pérez    | 13  | 10  | 8   | 6   | 15  | 12  | 12  | 12  | 11  | 17  | Ret | 11  | 6   | 7   | Ret | 7   | 8   | 7   | 10  | 9   | 7   | 73  | 7.  |
| 2019 | RP19   | BWT Mercedes 1.6 V6 t           | P    | Lance Stroll    | 9   | 14  | 12  | 9   | Ret | 16  | 9   | 13  | 14  | 13  | 4   | 17  | 10  | 12  | 13  | 11  | 9   | 12  | 13  | 19‡ | Ret | 73  | 7.  |
| 2020 | RP20   | BWT Mercedes 1.6 V6 t           | P    |                 | AVT | ŠTA | MAD | VB  | 70A | ŠPA | BEL | ITA | TOS | RUS | EIF | POR | EMI | TUR | BHR | SKH | ABU |     |     |     |     | 195 | 4.  |
| 2020 | RP20   | BWT Mercedes 1.6 V6 t           | P    | Sergio Pérez    | 6   | 6   | 7   | WD  |     | 5   | 10  | 10  | 5   | 4   | 4   | 7   | 6   | 2   | 18‡ | 1   | Ret |     |     |     |     | 195 | 4.  |
| 2020 | RP20   | BWT Mercedes 1.6 V6 t           | P    | Lance Stroll    | Ret | 7   | 4   | 9   | 6   | 4   | 9   | 3   | Ret | Ret | WD  | Ret | 13  | 9   | Ret | 3   | 10  |     |     |     |     | 195 | 4.  |
| 2020 | RP20   | BWT Mercedes 1.6 V6 t           | P    | Nico Hülkenberg |     |     |     | DNS | 7   |     |     |     |     |     | 8   |     |     |     |     |     |     |     |     |     |     | 195 | 4.  |